# 모스크비치
모스크비치(러시아어: Москвич, Moskvitch)는 소련/러시아의 자동차 브랜드이다. 1946년부터 1991년까지 AZLK에 의해, 1991년부터 2001년까지는 OAO 모스크비치에 의해 생산되었다. 2022년에 생산이 재개되었다.

## 역사
2022년 5월, 서양 국가들의 러시아 제재의 결과로 르노는 르노러시아 공장을 모스크바 주정부에 팔았고 '모스크비치'라는 이름으로 리뉴얼된 차량 생산을 위해 시설을 국유화했다.